# Рот, Сильвана
Сильвана Рот (исп. Silvana Roth; 17 февраля 1924, Генуя — 3 апреля 2010, Буэнос-Айрес) — аргентинская актриса театра и кино, политик.

## Биография

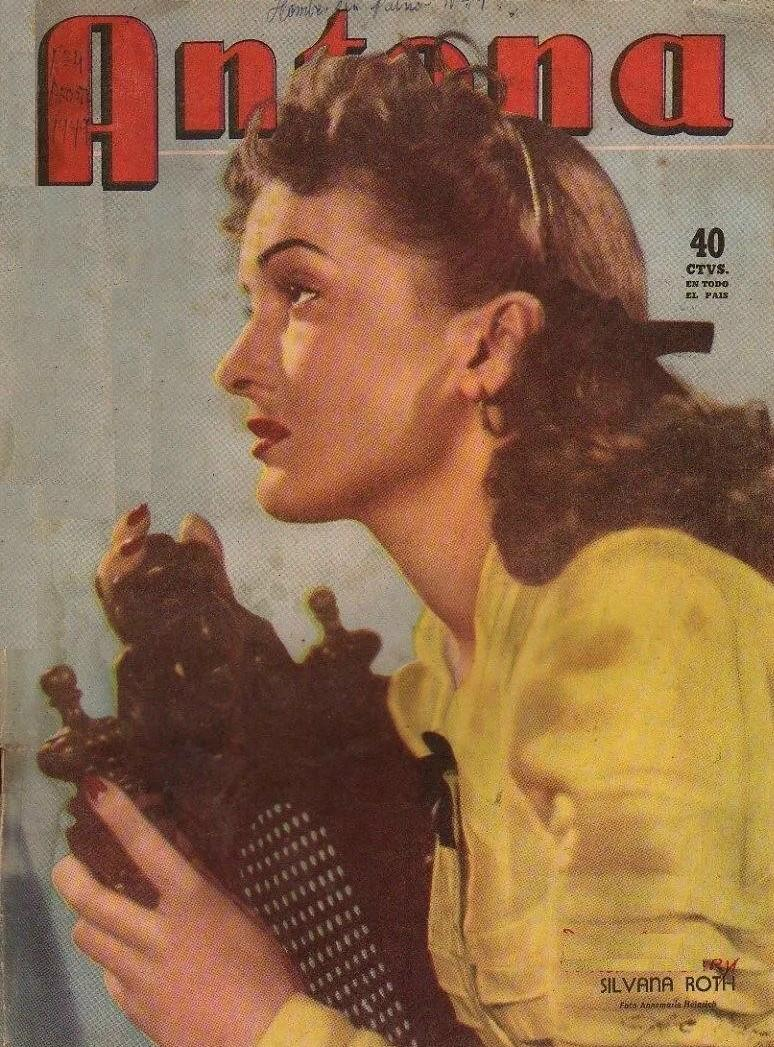
Сильвана Рот на обложке журнала 1949 года

Родилась в 1924 году в городе Генуя, Италия, в детстве с семьёй приехала в Аргентину.
В 1940 году в 16 лет дебютировала как киноактриса и затем снялась в 26 фильмах в 1940—1950-х годах — период «Золотого века» аргентинского кино.
Выступала и как театральная актриса — участвовла в постановках в Национальном театре Аргентины, входила в труппу Национального театра Сервантеса, кроме того активно участвовала в постановках радиоспектаклей, что принесло её широкую известность среди народа.
В начале 1950-х карьеру актрисы прервала, занялась политикой — активно придерживалась перонизма, была личным другом Эвиты Перон, была вице-президентом Культурного центра Эвы Перон, входила в генсовет Женской перонистской партии.
В 1955 году после восстания против перонистов партия была запрещена, но её активисты вели работу.
Со снятием запрета перунистской партии в 1973 году была избрана в Палату депутатов Аргентины.
После госпереворота 1976 года была до 1981 года изолирована:

Я была заперта в своем доме и охранялся довольно долгое время. После этого, Фолклендские острова, выборы, поражение прав избирателей и да, они должны были продолжать платить мне то, что я не взимал как депутат страны. От этого я и живу.
Менемизм лишен социальной политики, у него её нет. И те, кто прибудет сейчас, те, кто из Альянса, закончат катастрофой. Помните, что я вам говорю. Похоже, политики забыли о простом гражданине.
После окончания правления хунты жила незаметно, в 1990-х изредка участвовала в телепередачах, особенно когда отмечались юбилеи Евы Перон.
За свои заслуги в кино Аргентины в 2001 году была награждена премией «Серебряный кондор».
Умерла в 2010 году в возрасте 87 лет в Буэнос-Айресе, похоронена на «Пантеоне Актёров», кладбище Ла-Чакарита.

## Фильмография
За 10 лет в перисод с 1940 по 1950 год снялась в 25 фильмах, в том числе:
- 1941 — Орхидеи по вторникам / Los martes, orquídeas — Клара
- 1941 — Сокровище острова Масьель / El tesoro de la isla Maciel — Мария Сантини
- 1944 — Семь женщин / Siete mujeres — Изабель
- 1945 — Открывается бездна / Se abre el abismo — Сильвия Ферри
- 1950 — Школа чемпионов / Escuela de campeones — Маргарет Бэйдж

После лишь раз появилась на экране в фильме 1971 года «Помощник» / El ayudante